# Бешлык, Александр Сергеевич
Александр Сергеевич Бешлык (1907 — 07.04.1961) — директор Лутугинского чугунолитейного завода (1944—1961), лауреат Сталинской премии (1952).

## Биография
Член Коммунистической партии с ноября 1926 г.
В 1922—1924 гг. служил в кавалерийском корпусе Г. И. Котовского. После демобилизации работал литейщиком, потом техником на Луганском паровозостроительном заводе имени Октябрьской революции.
В 1930 году окончил Луганский машиностроительный институт и был назначен инженером чугунолитейного цеха. В 1933 некоторое время работал директором института, но в сентябре его сняли, наложили партийное взыскание и отправили на Лутугинский завод прокатных валков.
В 1936 году инженер Главного управления государственной металлической промышленности ВСНХ СССР (Главметалл), с мая 1936 по февраль 1937 по направлению Наркомтяжпрома находился в производственной командировке в Великобритании и США. После возвращения назначен начальником вальцелитейного цеха Лутугинского завода, с 1939 г. главный инженер.
В 1942 как заместитель главного механика Наркомата чёрной металлургии СССР направлен на Урал для организации на эвакуированном заводе выпуска валков для проката брони. После освобождения Ворошиловградской области и реэвакуации Лутугинского чугунолитейного завода в 1944 году был назначен его директором.
Умер 7 апреля 1961 г.
Автор книги «Чугунные прокатные валки». — Москва: Металлургиздат, 1955. — 292 с.

## Награды и звания
- Два ордена Трудового Красного Знамени;
- Орден Красной Звезды;
- Медаль «За доблестный труд в Великой Отечественной войне 1941—1945 гг.»;
- Сталинская премия 2 степени (1952 год; в составе авторского коллектива) — за коренное усовершенствование вальцелитейной технологии.